# 人工椎間板置換術
人工椎間板置換術（じんこうついかんばんちかんじゅつ、英：Artificial Disc Replacement; ADR）、または全椎間板置換術（ぜんついかんばんちかんじゅつ、英：Total Disc Replacement; TDR）は、関節形成術の一種である。腰（腰椎）または首（頚椎）にある変性した椎間板を人工椎間板インプラントと置換する外科的処置である。椎間板の変性から起こる慢性的な腰痛や首の痛みに対する術式である。頸椎の椎間板置換術は、頸椎椎間板ヘルニアにより起こる腕と手の症状の代替介入でもある。
人工椎間板置換術は、脊椎固定術の代替手段として開発され、脊椎全体の動きを可動性を保ち、痛みの軽減または解消を目的とする。 その他、脊椎固定術のリスクである隣接関節障害がないというメリットもある。

## 規制

### アメリカ合衆国内
米国において、5種類の人工椎間板の使用がアメリカ食品医薬品局によって承認されている。DePuyが製造したChariteは、腰椎に使用される。Synthesが製造したProDiscは、腰椎と頸椎両方で使用される。Prestige人工頸椎椎間板はメドトロニックによって製造されている。これら3つのデザインは、椎間固定術と比べ患者の可動性や痛みの改善が確認された臨床試験の後、1椎間での運用のみアメリカ食品医薬品局によって承認された。2椎間の人工椎間板置換術は当初実験的だというふうにアメリカで見なされていたが、ヨーロッパでは盛んに行われている。LDRが開発したMobi-Cアメリカで承認されアメリカ食品医薬品局によって1または2椎間での置換が承認されている。2015年には、アメリカ食品医薬品局は、1椎間の椎間板変性症に対してAesculap Implant Systemsによって開発されたActivL人工椎間板の運用を、Rolando Garcia医師とJames B. Yu医師の開発のもと承認した。
これらの人工椎間板はアメリカ食品医薬品局から承認を受けているものの、これまでアメリカのいくつかの保険会社は手術の費用を補償しないでいたが、流れは変わりつつある。Centers for Medicare & Medicaid Services (CMS)は、2007年8月14日をもって60歳以上の患者の腰部人工椎間板置換術を補償をアメリカ全土で止めた。DepuyとSynthesが統合されてからは、Chariteのデバイスは運用対象外となった。

## 歴史
椎間板を交換するための最初に報告された臨床的努力は、椎間腔内への金属球の移植であった。当初のデバイスとその臨床的結果はあまり良いものではなかったため脊椎手術界隈では受け入れられなかったものの、一部の外科医は機能の改善と痛みの軽減がみられたとの報告があった。スウェーデンのFerstrom、米国のHarmon、およびカナダのMckenzieは全員、さまざまな金属球を使用した腰椎椎間板の外科的再建の試みについて報告した。
人工椎間板置換術は、米国ではまだ比較的新しい（10年以上）が、ヨーロッパでは15年以上実施されてきている。ヨーロッパには、腰椎（腰）と頸椎（首）の両方の用途に利用できる複数のメーカーとデザインが存在する。
米国での使用が承認された最初のデバイスはCharité人工椎間板であった。1980年代半ばにベルリンのシャリテ大学病院で、東ドイツの科学者、女性体操の2冠のオリンピックチャンピオンであるKarinBüttner-JanzとKurt Schellnackによって開発された。このディスクは、4年間の臨床試験の後、2004年10月にアメリカ食品医薬品局の承認を受けた。1989年から、Williem Zeegers医師は世界の人工椎間板置換術の先駆者となった。Willem Zeegers医師はCaritéの使用を止め、2005年から腰椎ActivL人工椎間板（Aesculap社製）を使用している。
米国でCharité人工椎間板を用いた最初の外科医は、テキサス州プラノにあるTexas Back Instituteの脊椎外科医、Scott Blumenthal医学博士である。Blumenthal医師は、オランダでWillem Zeegers医師のCharitéを用いた術式を学んだ後、米国でCharité研究の主任研究員に就任した。Zeegers医師は、マイアミのRolando Garcia医師やジェームス・B・ユウ医師によって設計および開発されたActivLの開発にも深く関わっていた。ActivLは、手術後の合併症が少ないという理由から、現在、米国中の多くの医師が好んで使用している人工椎間板のようである。
Rudolf Bertagnoli医師は、ヨーロッパでのProDiscとその外科技術の開発を支援し、2,500人以上の外科医にその手順の実行方法を教えた。2001年10月、別のFDA試験の一環として、テキサス州プラノにあるTexas Back Instituteの脊椎外科医であるJack Zigler医学博士が、米国で最初のProDisc-L腰椎ADRの使用を開始した。
2009年、先進世代の人工椎間板技術の先駆者であるSpinal Kineticsは、同社のM6-L人工椎間板を最初の患者に移植が成功したことを報告、ヨーロッパでの最初の商用発売を開始した。このM6-Lを用いた最初の手術は、脊椎外科医のKarsten Ritter-Lang医師によってドイツで行われた。
次世代型の粘弾性（Viscoelastic）人工椎間板は、主に米国外で使用されている。
Chin KRの研究で発表されたデータでは、2年間の試験期間をもとに単一あるいは2椎間のAxiomed社のFreedom頚椎人工椎間板の運用を支持した。

## 研究
人工椎間板置換術の有効性を実証する高品質のエビデンスの系統的レビューは存在しない。
2017年にTheSpine Journalに掲載されたノルウェーの研究では、椎間板全置換術と学際的リハビリテーションを8年間の追跡調査と比較した。この研究は無作為、対照、多施設で行われ、業界からの資金提供を受けていない。手術にランダム化された77人の患者とリハビリテーションにランダム化された74人の患者が8年間の追跡調査で回答した。

## 論争
2008年1月ニューヨークタイムズ誌は、ProDiscの投資家によって実施されている研究の透明性に関する懸念を提起した。
また、AAOS(American Academy of Orthopaedic Surgeons)は、椎間板置換術は正確な配置のためには高度な技術的スキルを必要とされ、修正手術が必要な場合にはかなりのリスクがあると述べている。
AAOSのメンバーと米国脳神経外科医協会は、医師とデバイスメーカーの関係についての認識を高めるための脊椎外科倫理協会として結成された。
Charité人工椎間板に対して係争中の集団訴訟がいくつかあり 、特定の外科的状況で使用された場合のProDisc人工椎間板インプラントの合併症の報告がある。